# CeeLo Green
Thomas Decarlo Callaway, známější spíše pod uměleckým jménem CeeLo Green nebo prostě CeeLo (* 30. května 1975 Atlanta), je americký zpěvák, rapper, skladatel, hudební producent a herec. Stal se známý jako člen hip hopové skupiny Goodie Mob, později zahájil kritiky oslavovanou sólovou kariéru a také vystupuje ve skupině Gnarls Barkley s DJ a producentem Danger Mouse.
Mezi hity CeeLoa patří singly Closet Freak (2002), I'll Be Around (2003) produkovaný Timbalandem, Crazy (2006) od Gnarls Barkley a Fuck You! (2010).

## Diskografie
Sólová alba
- Cee-Lo Green and His Perfect Imperfections (2002)
- Cee-Lo Green... Is the Soul Machine (2004)
- The Lady Killer (2010)
- Cee Lo's Magic Moment (2012)
- Heart Blanche (2015)
- CeeLo Green Is Thomas Callaway (2020)

Alba Gnarls Barkley
- St. Elsewhere (2006)
- The Odd Couple (2008)

Alba Goodie Mob
- Soul Food (1995)
- Still Standing (1998)
- World Party (1999)
- Age Against the Machine (2013)
- Survival Kit (2020)